# Bronwyn Wright
Bronwyn Wright (ca. 1953) is een voormalig Australisch waterskiester.

## Levensloop
Wright kwam omstreeks haar 9 jaar in contact met de sport aan Lake Macquarie waar ze de vakantie spendeerde met haar ouders. Omstreeks haar 13 geraakte ze betrokken in de St. George Leagues Club Water Ski Club, maar het zou tot haar 17 jaar duren alvoor ze haar eerste race skiede: de Bridge to Bridge Ski Race te Sydney in 1970.  
Wright won haar eerste nationale titel in 1976 en voerde deze tot 1981. Dat jaar moest ze titelstrijd staken na een gebroken hand. In 1982 werd ze opnieuw landskampioen. Tevens werd ze in 1979 de eerste wereldkampioene in het waterski racing. Ook was ze de eerste niet-Amerikaanse die de Catalina Ski Race won, met name in 1978 en 1979.
Wright is gehuwd met voormalig Australisch waterski-kampioen Robert Wing Ook hun kinderen Joel en Amber zijn actief in het waterskiën. Hun dochter Dominique is actief in het surfen. Ten slotte is Wright de schoonzus van Joel Wing, die eveneens een bekend waterskiër is.

## Palmares
- Wereldkampioenschap: 1979